# اوراهوو (پتنیکا)
اوراهوو (به لاتین: Orahovo) یک منطقهٔ مسکونی در مونته‌نگرو است که در شهرداری پتنیکا واقع شده‌است. اوراهوو ۱۰۹ نفر جمعیت دارد.